# 住吉神社 (小樽市)
住吉神社（すみよしじんじゃ）は、北海道小樽市に鎮座する住吉神社。住吉神（底筒男神・中筒男神・表筒男神・息長帯姫命）を祀る。
現在は神社本庁包括下（北海道神社庁後志支部管内）の別表神社で、旧社格は県社。

## 歴史
- 1865年（慶応元年）：函館八幡宮神主の菊地重賢が、オタルナイ・タカシマ両地区の総鎮守として住吉神の勧請を箱館奉行所に願い出、オタルナイに勧請・創建が許可された。
- 1868年（明治元年）：オタルナイに神体が到着し、社地の造成が間に合わなかったため厳島神社に仮に奉斎して鎮座祭が行われた。
- 1875年（明治8年）：郷社に列格。
- 1881年（明治14年）：現在地に社殿を造営して遷座。
- 1896年（明治29年）：「墨江神社」から「住吉神社」へに改称。
- 1906年（明治39年）：県社に昇格。
- 1955年（昭和30年）：神社本庁の別表神社に加列。
- 1971年（昭和46年）7月：鎮座100年を記念して社殿を改築。
- 1997年（平成9年）：鎮座130年を記念して道内最大級の神輿「百貫神輿」を修復。
- 2007年（平成19年）：鎮座140年を記念して神輿五基、馬車一台を奉安する神輿蔵を建設。

## 例大祭
住吉神社例大祭（通称「小樽まつり」）は小樽三大祭の一つに数えられている。

## 交通
- JR函館本線南小樽駅下車徒歩8分
- 北海道中央バス（おたもい営業所、真栄営業所、札樽線）ジェイ・アール北海道バス（札樽線）「住吉神社前」バス停下車徒歩1分

## ギャラリー

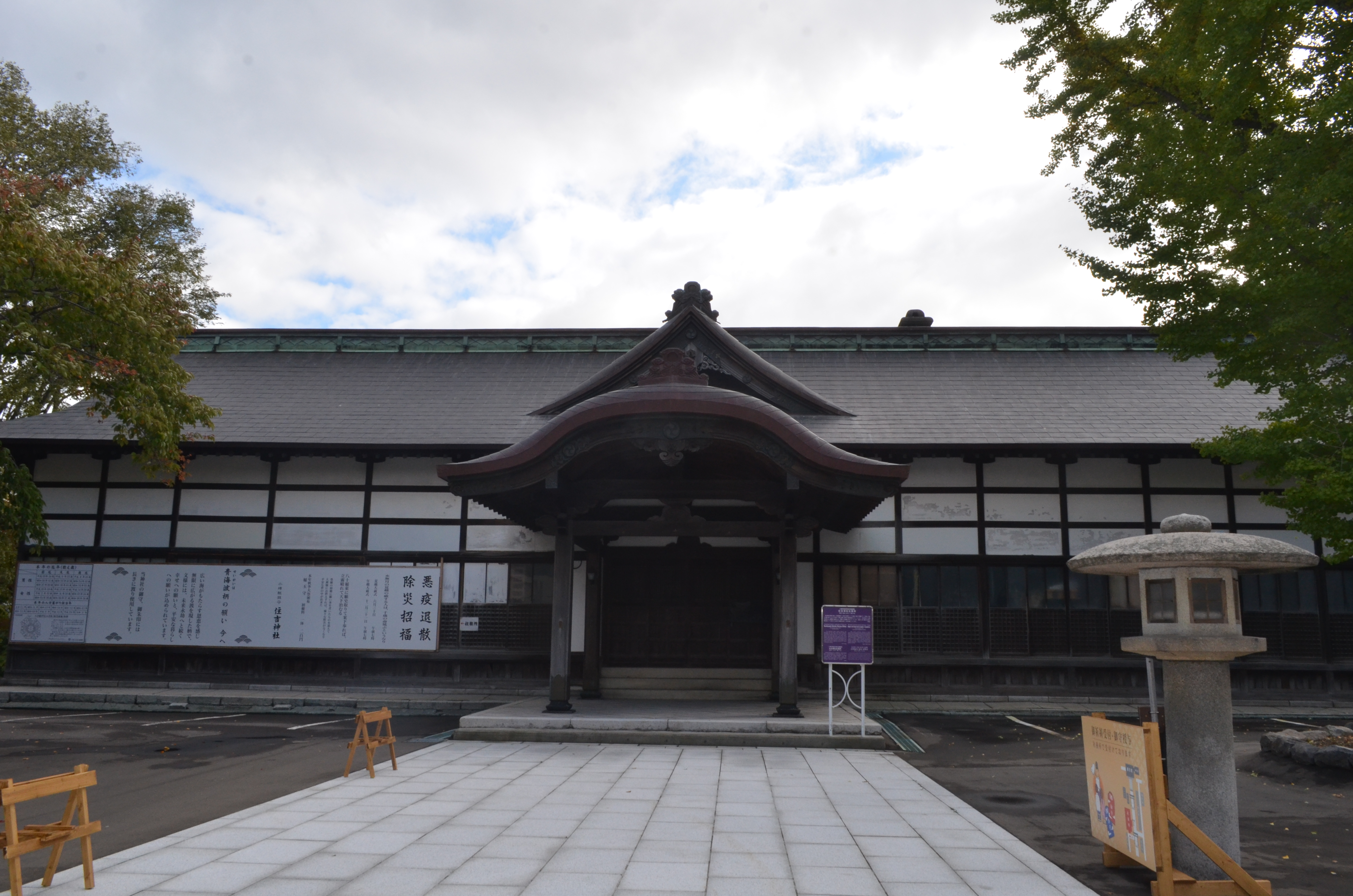
社務所（小樽市指定歴史的建造物）
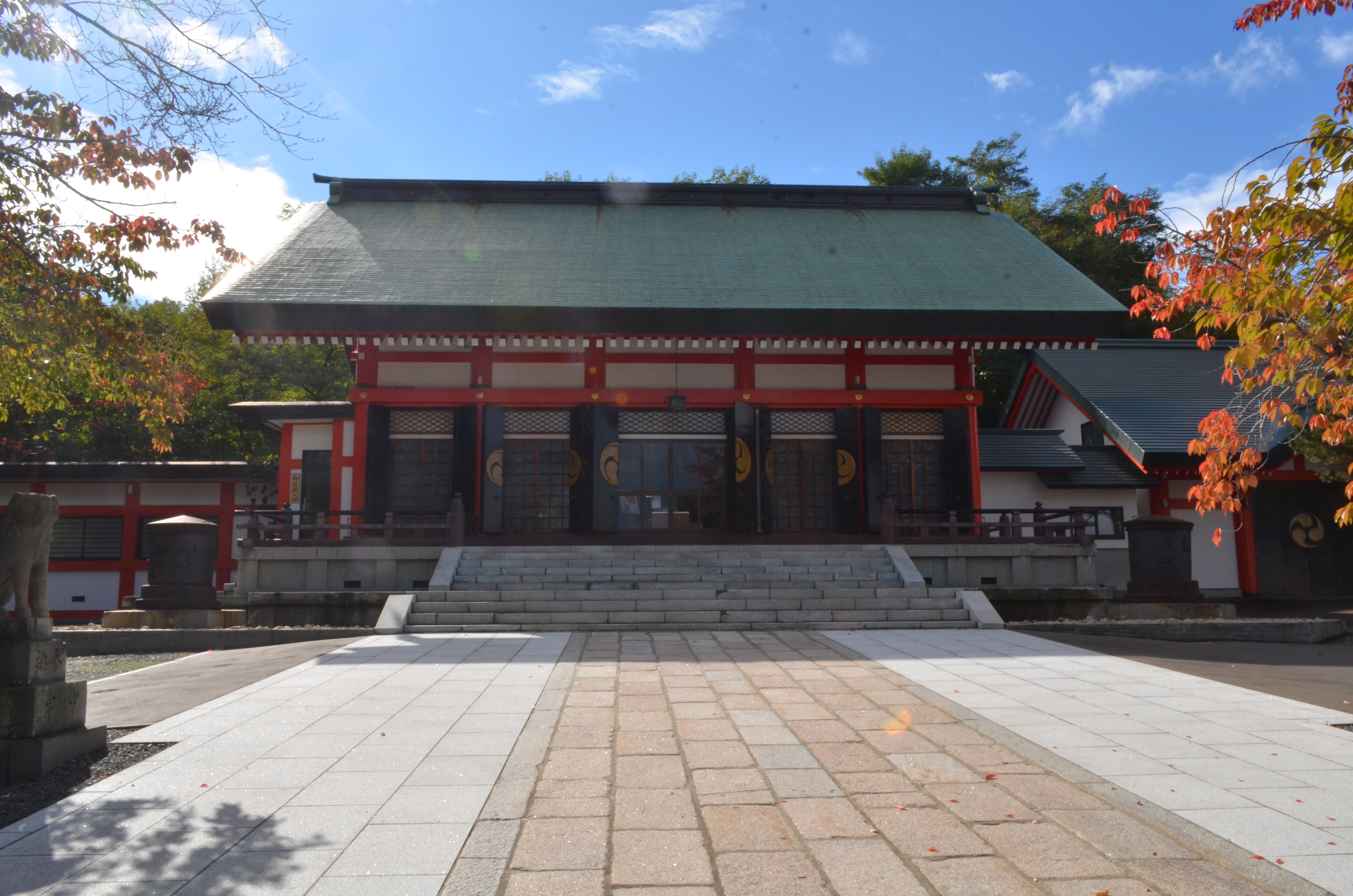
拝殿
松川嘉太郎翁像
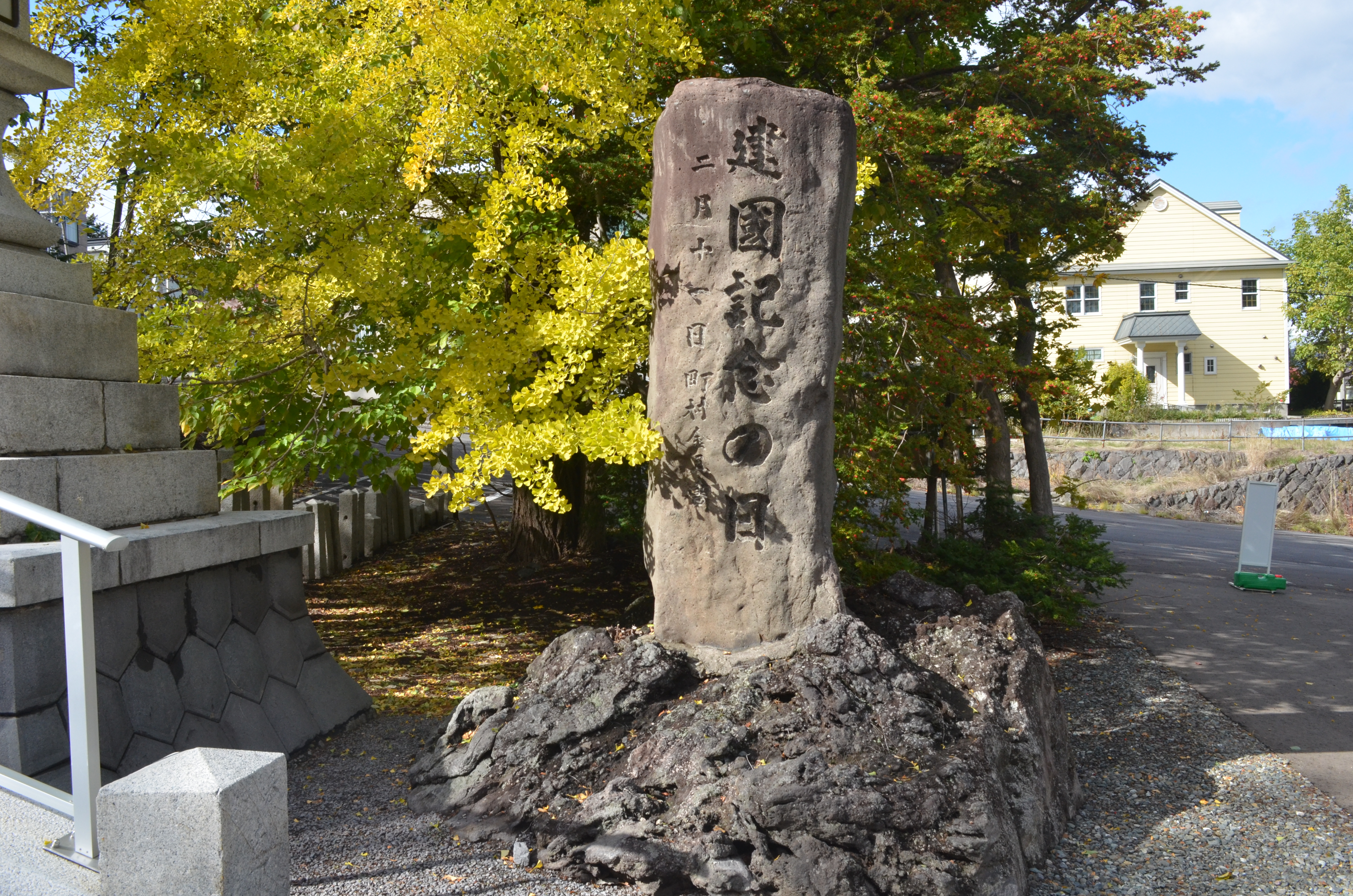
「建国記念の日」碑
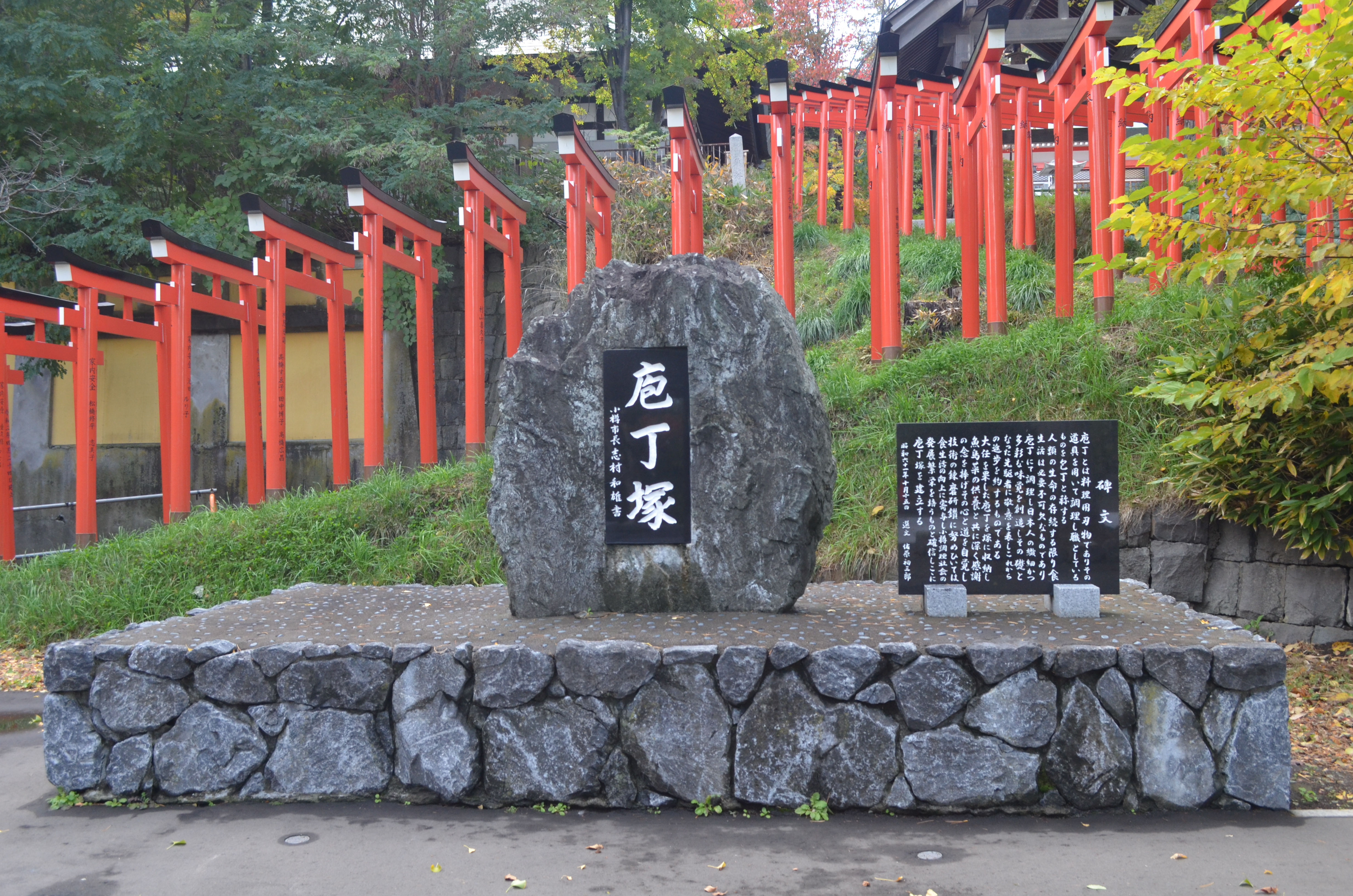
包丁塚
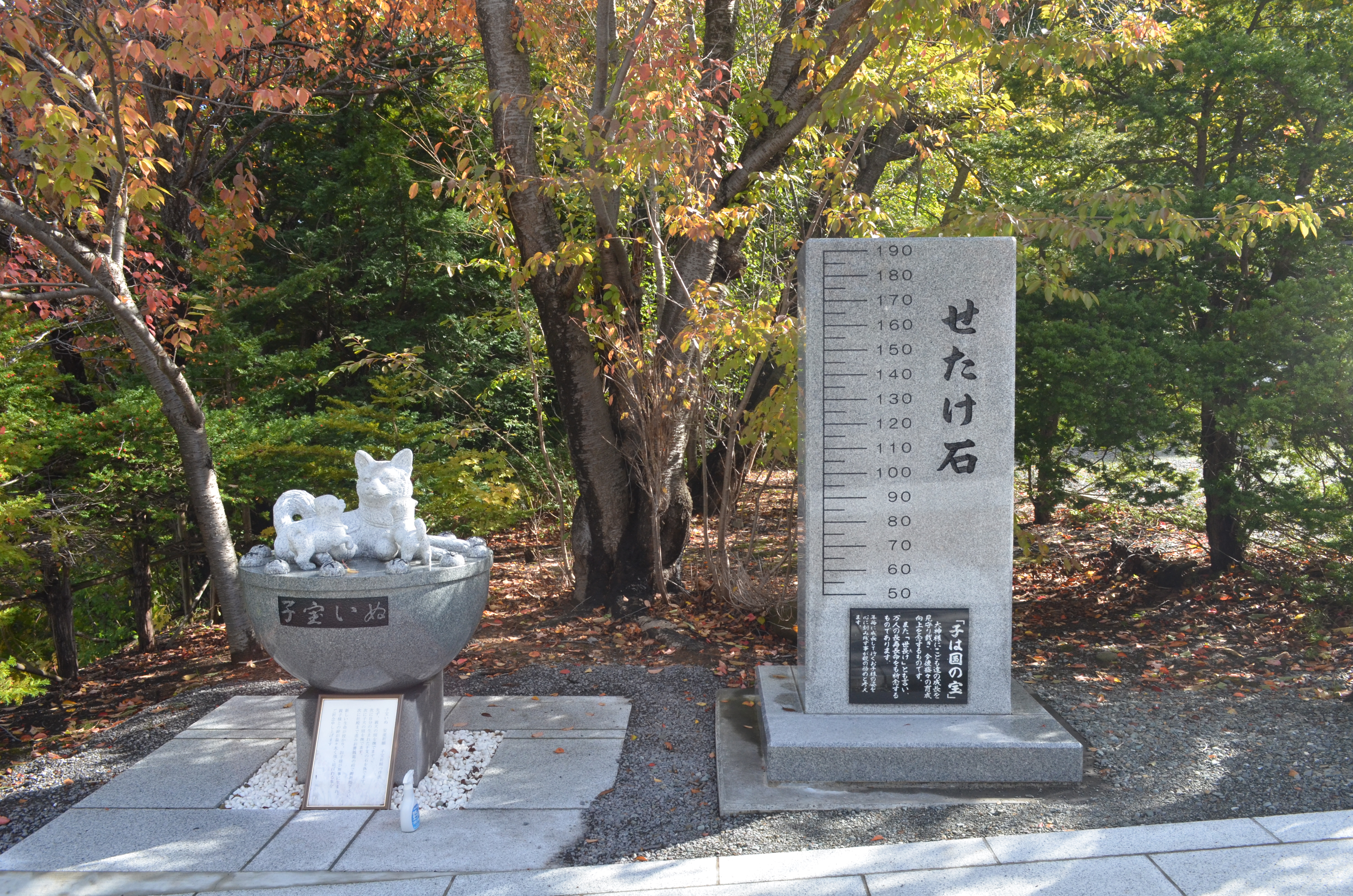
せたけ石・子宝いぬ
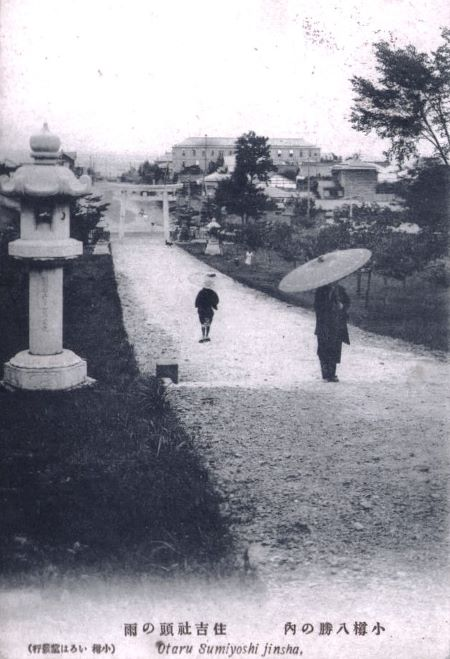
大正時代の住吉神社参道（1919年7月9日差し出しの絵葉書）